# 1376
Portal Geschichte | Portal Biografien | Aktuelle Ereignisse | Jahreskalender | Tagesartikel

◄ |
13. Jahrhundert |
14. Jahrhundert
| 15. Jahrhundert | ►

◄ |
1340er |
1350er |
1360er |
1370er
| 1380er | 1390er | 1400er | ►

◄◄ |
◄ |
1372 |
1373 |
1374 |
1375 |
1376
| 1377 | 1378 | 1379 | 1380 | ► | ►►
Staatsoberhäupter  · Nekrolog
| Januar | Januar | Januar | Januar | Januar | Januar | Januar | Januar |
| Kw     | Mo     | Di     | Mi     | Do     | Fr     | Sa     | So     |
| ------ | ------ | ------ | ------ | ------ | ------ | ------ | ------ |
| 1      |        | 1      | 2      | 3      | 4      | 5      | 6      |
| 2      | 7      | 8      | 9      | 10     | 11     | 12     | 13     |
| 3      | 14     | 15     | 16     | 17     | 18     | 19     | 20     |
| 4      | 21     | 22     | 23     | 24     | 25     | 26     | 27     |
| 5      | 28     | 29     | 30     | 31     |        |        |        |

| Februar | Februar | Februar | Februar | Februar | Februar | Februar | Februar |
| Kw      | Mo      | Di      | Mi      | Do      | Fr      | Sa      | So      |
| ------- | ------- | ------- | ------- | ------- | ------- | ------- | ------- |
| 5       |         |         |         |         | 1       | 2       | 3       |
| 6       | 4       | 5       | 6       | 7       | 8       | 9       | 10      |
| 7       | 11      | 12      | 13      | 14      | 15      | 16      | 17      |
| 8       | 18      | 19      | 20      | 21      | 22      | 23      | 24      |
| 9       | 25      | 26      | 27      | 28      | 29      |         |         |

| März | März | März | März | März | März | März | März |
| Kw   | Mo   | Di   | Mi   | Do   | Fr   | Sa   | So   |
| ---- | ---- | ---- | ---- | ---- | ---- | ---- | ---- |
| 9    |      |      |      |      |      | 1    | 2    |
| 10   | 3    | 4    | 5    | 6    | 7    | 8    | 9    |
| 11   | 10   | 11   | 12   | 13   | 14   | 15   | 16   |
| 12   | 17   | 18   | 19   | 20   | 21   | 22   | 23   |
| 13   | 24   | 25   | 26   | 27   | 28   | 29   | 30   |
| 14   | 31   |      |      |      |      |      |      |

| April | April | April | April | April | April | April | April |
| Kw    | Mo    | Di    | Mi    | Do    | Fr    | Sa    | So    |
| ----- | ----- | ----- | ----- | ----- | ----- | ----- | ----- |
| 14    |       | 1     | 2     | 3     | 4     | 5     | 6     |
| 15    | 7     | 8     | 9     | 10    | 11    | 12    | 13    |
| 16    | 14    | 15    | 16    | 17    | 18    | 19    | 20    |
| 17    | 21    | 22    | 23    | 24    | 25    | 26    | 27    |
| 18    | 28    | 29    | 30    |       |       |       |       |

| Mai | Mai | Mai | Mai | Mai | Mai | Mai | Mai |
| Kw  | Mo  | Di  | Mi  | Do  | Fr  | Sa  | So  |
| --- | --- | --- | --- | --- | --- | --- | --- |
| 18  |     |     |     | 1   | 2   | 3   | 4   |
| 19  | 5   | 6   | 7   | 8   | 9   | 10  | 11  |
| 20  | 12  | 13  | 14  | 15  | 16  | 17  | 18  |
| 21  | 19  | 20  | 21  | 22  | 23  | 24  | 25  |
| 22  | 26  | 27  | 28  | 29  | 30  | 31  |     |

| Juni | Juni | Juni | Juni | Juni | Juni | Juni | Juni |
| Kw   | Mo   | Di   | Mi   | Do   | Fr   | Sa   | So   |
| ---- | ---- | ---- | ---- | ---- | ---- | ---- | ---- |
| 22   |      |      |      |      |      |      | 1    |
| 23   | 2    | 3    | 4    | 5    | 6    | 7    | 8    |
| 24   | 9    | 10   | 11   | 12   | 13   | 14   | 15   |
| 25   | 16   | 17   | 18   | 19   | 20   | 21   | 22   |
| 26   | 23   | 24   | 25   | 26   | 27   | 28   | 29   |
| 27   | 30   |      |      |      |      |      |      |

| Juli | Juli | Juli | Juli | Juli | Juli | Juli | Juli |
| Kw   | Mo   | Di   | Mi   | Do   | Fr   | Sa   | So   |
| ---- | ---- | ---- | ---- | ---- | ---- | ---- | ---- |
| 27   |      | 1    | 2    | 3    | 4    | 5    | 6    |
| 28   | 7    | 8    | 9    | 10   | 11   | 12   | 13   |
| 29   | 14   | 15   | 16   | 17   | 18   | 19   | 20   |
| 30   | 21   | 22   | 23   | 24   | 25   | 26   | 27   |
| 31   | 28   | 29   | 30   | 31   |      |      |      |

| August | August | August | August | August | August | August | August |
| Kw     | Mo     | Di     | Mi     | Do     | Fr     | Sa     | So     |
| ------ | ------ | ------ | ------ | ------ | ------ | ------ | ------ |
| 31     |        |        |        |        | 1      | 2      | 3      |
| 32     | 4      | 5      | 6      | 7      | 8      | 9      | 10     |
| 33     | 11     | 12     | 13     | 14     | 15     | 16     | 17     |
| 34     | 18     | 19     | 20     | 21     | 22     | 23     | 24     |
| 35     | 25     | 26     | 27     | 28     | 29     | 30     | 31     |

| September | September | September | September | September | September | September | September |
| Kw        | Mo        | Di        | Mi        | Do        | Fr        | Sa        | So        |
| --------- | --------- | --------- | --------- | --------- | --------- | --------- | --------- |
| 36        | 1         | 2         | 3         | 4         | 5         | 6         | 7         |
| 37        | 8         | 9         | 10        | 11        | 12        | 13        | 14        |
| 38        | 15        | 16        | 17        | 18        | 19        | 20        | 21        |
| 39        | 22        | 23        | 24        | 25        | 26        | 27        | 28        |
| 40        | 29        | 30        |           |           |           |           |           |

| Oktober | Oktober | Oktober | Oktober | Oktober | Oktober | Oktober | Oktober |
| Kw      | Mo      | Di      | Mi      | Do      | Fr      | Sa      | So      |
| ------- | ------- | ------- | ------- | ------- | ------- | ------- | ------- |
| 40      |         |         | 1       | 2       | 3       | 4       | 5       |
| 41      | 6       | 7       | 8       | 9       | 10      | 11      | 12      |
| 42      | 13      | 14      | 15      | 16      | 17      | 18      | 19      |
| 43      | 20      | 21      | 22      | 23      | 24      | 25      | 26      |
| 44      | 27      | 28      | 29      | 30      | 31      |         |         |

| November | November | November | November | November | November | November | November |
| Kw       | Mo       | Di       | Mi       | Do       | Fr       | Sa       | So       |
| -------- | -------- | -------- | -------- | -------- | -------- | -------- | -------- |
| 44       |          |          |          |          |          | 1        | 2        |
| 45       | 3        | 4        | 5        | 6        | 7        | 8        | 9        |
| 46       | 10       | 11       | 12       | 13       | 14       | 15       | 16       |
| 47       | 17       | 18       | 19       | 20       | 21       | 22       | 23       |
| 48       | 24       | 25       | 26       | 27       | 28       | 29       | 30       |

| Dezember | Dezember | Dezember | Dezember | Dezember | Dezember | Dezember | Dezember |
| Kw       | Mo       | Di       | Mi       | Do       | Fr       | Sa       | So       |
| -------- | -------- | -------- | -------- | -------- | -------- | -------- | -------- |
| 49       | 1        | 2        | 3        | 4        | 5        | 6        | 7        |
| 50       | 8        | 9        | 10       | 11       | 12       | 13       | 14       |
| 51       | 15       | 16       | 17       | 18       | 19       | 20       | 21       |
| 52       | 22       | 23       | 24       | 25       | 26       | 27       | 28       |
| 1        | 29       | 30       | 31       |          |          |          |          |

| Januar | Januar | Januar | Januar | Januar | Januar | Januar | Januar |
| Kw     | Mo     | Di     | Mi     | Do     | Fr     | Sa     | So     |
| ------ | ------ | ------ | ------ | ------ | ------ | ------ | ------ |
| 1      |        | 1      | 2      | 3      | 4      | 5      | 6      |
| 2      | 7      | 8      | 9      | 10     | 11     | 12     | 13     |
| 3      | 14     | 15     | 16     | 17     | 18     | 19     | 20     |
| 4      | 21     | 22     | 23     | 24     | 25     | 26     | 27     |
| 5      | 28     | 29     | 30     | 31     |        |        |        |

| Februar | Februar | Februar | Februar | Februar | Februar | Februar | Februar |
| Kw      | Mo      | Di      | Mi      | Do      | Fr      | Sa      | So      |
| ------- | ------- | ------- | ------- | ------- | ------- | ------- | ------- |
| 5       |         |         |         |         | 1       | 2       | 3       |
| 6       | 4       | 5       | 6       | 7       | 8       | 9       | 10      |
| 7       | 11      | 12      | 13      | 14      | 15      | 16      | 17      |
| 8       | 18      | 19      | 20      | 21      | 22      | 23      | 24      |
| 9       | 25      | 26      | 27      | 28      | 29      |         |         |

| März | März | März | März | März | März | März | März |
| Kw   | Mo   | Di   | Mi   | Do   | Fr   | Sa   | So   |
| ---- | ---- | ---- | ---- | ---- | ---- | ---- | ---- |
| 9    |      |      |      |      |      | 1    | 2    |
| 10   | 3    | 4    | 5    | 6    | 7    | 8    | 9    |
| 11   | 10   | 11   | 12   | 13   | 14   | 15   | 16   |
| 12   | 17   | 18   | 19   | 20   | 21   | 22   | 23   |
| 13   | 24   | 25   | 26   | 27   | 28   | 29   | 30   |
| 14   | 31   |      |      |      |      |      |      |

| April | April | April | April | April | April | April | April |
| Kw    | Mo    | Di    | Mi    | Do    | Fr    | Sa    | So    |
| ----- | ----- | ----- | ----- | ----- | ----- | ----- | ----- |
| 14    |       | 1     | 2     | 3     | 4     | 5     | 6     |
| 15    | 7     | 8     | 9     | 10    | 11    | 12    | 13    |
| 16    | 14    | 15    | 16    | 17    | 18    | 19    | 20    |
| 17    | 21    | 22    | 23    | 24    | 25    | 26    | 27    |
| 18    | 28    | 29    | 30    |       |       |       |       |

| Mai | Mai | Mai | Mai | Mai | Mai | Mai | Mai |
| Kw  | Mo  | Di  | Mi  | Do  | Fr  | Sa  | So  |
| --- | --- | --- | --- | --- | --- | --- | --- |
| 18  |     |     |     | 1   | 2   | 3   | 4   |
| 19  | 5   | 6   | 7   | 8   | 9   | 10  | 11  |
| 20  | 12  | 13  | 14  | 15  | 16  | 17  | 18  |
| 21  | 19  | 20  | 21  | 22  | 23  | 24  | 25  |
| 22  | 26  | 27  | 28  | 29  | 30  | 31  |     |

| Juni | Juni | Juni | Juni | Juni | Juni | Juni | Juni |
| Kw   | Mo   | Di   | Mi   | Do   | Fr   | Sa   | So   |
| ---- | ---- | ---- | ---- | ---- | ---- | ---- | ---- |
| 22   |      |      |      |      |      |      | 1    |
| 23   | 2    | 3    | 4    | 5    | 6    | 7    | 8    |
| 24   | 9    | 10   | 11   | 12   | 13   | 14   | 15   |
| 25   | 16   | 17   | 18   | 19   | 20   | 21   | 22   |
| 26   | 23   | 24   | 25   | 26   | 27   | 28   | 29   |
| 27   | 30   |      |      |      |      |      |      |

| Juli | Juli | Juli | Juli | Juli | Juli | Juli | Juli |
| Kw   | Mo   | Di   | Mi   | Do   | Fr   | Sa   | So   |
| ---- | ---- | ---- | ---- | ---- | ---- | ---- | ---- |
| 27   |      | 1    | 2    | 3    | 4    | 5    | 6    |
| 28   | 7    | 8    | 9    | 10   | 11   | 12   | 13   |
| 29   | 14   | 15   | 16   | 17   | 18   | 19   | 20   |
| 30   | 21   | 22   | 23   | 24   | 25   | 26   | 27   |
| 31   | 28   | 29   | 30   | 31   |      |      |      |

| August | August | August | August | August | August | August | August |
| Kw     | Mo     | Di     | Mi     | Do     | Fr     | Sa     | So     |
| ------ | ------ | ------ | ------ | ------ | ------ | ------ | ------ |
| 31     |        |        |        |        | 1      | 2      | 3      |
| 32     | 4      | 5      | 6      | 7      | 8      | 9      | 10     |
| 33     | 11     | 12     | 13     | 14     | 15     | 16     | 17     |
| 34     | 18     | 19     | 20     | 21     | 22     | 23     | 24     |
| 35     | 25     | 26     | 27     | 28     | 29     | 30     | 31     |

| September | September | September | September | September | September | September | September |
| Kw        | Mo        | Di        | Mi        | Do        | Fr        | Sa        | So        |
| --------- | --------- | --------- | --------- | --------- | --------- | --------- | --------- |
| 36        | 1         | 2         | 3         | 4         | 5         | 6         | 7         |
| 37        | 8         | 9         | 10        | 11        | 12        | 13        | 14        |
| 38        | 15        | 16        | 17        | 18        | 19        | 20        | 21        |
| 39        | 22        | 23        | 24        | 25        | 26        | 27        | 28        |
| 40        | 29        | 30        |           |           |           |           |           |

| Oktober | Oktober | Oktober | Oktober | Oktober | Oktober | Oktober | Oktober |
| Kw      | Mo      | Di      | Mi      | Do      | Fr      | Sa      | So      |
| ------- | ------- | ------- | ------- | ------- | ------- | ------- | ------- |
| 40      |         |         | 1       | 2       | 3       | 4       | 5       |
| 41      | 6       | 7       | 8       | 9       | 10      | 11      | 12      |
| 42      | 13      | 14      | 15      | 16      | 17      | 18      | 19      |
| 43      | 20      | 21      | 22      | 23      | 24      | 25      | 26      |
| 44      | 27      | 28      | 29      | 30      | 31      |         |         |

| November | November | November | November | November | November | November | November |
| Kw       | Mo       | Di       | Mi       | Do       | Fr       | Sa       | So       |
| -------- | -------- | -------- | -------- | -------- | -------- | -------- | -------- |
| 44       |          |          |          |          |          | 1        | 2        |
| 45       | 3        | 4        | 5        | 6        | 7        | 8        | 9        |
| 46       | 10       | 11       | 12       | 13       | 14       | 15       | 16       |
| 47       | 17       | 18       | 19       | 20       | 21       | 22       | 23       |
| 48       | 24       | 25       | 26       | 27       | 28       | 29       | 30       |

| Dezember | Dezember | Dezember | Dezember | Dezember | Dezember | Dezember | Dezember |
| Kw       | Mo       | Di       | Mi       | Do       | Fr       | Sa       | So       |
| -------- | -------- | -------- | -------- | -------- | -------- | -------- | -------- |
| 49       | 1        | 2        | 3        | 4        | 5        | 6        | 7        |
| 50       | 8        | 9        | 10       | 11       | 12       | 13       | 14       |
| 51       | 15       | 16       | 17       | 18       | 19       | 20       | 21       |
| 52       | 22       | 23       | 24       | 25       | 26       | 27       | 28       |
| 1        | 29       | 30       | 31       |          |          |          |          |

## Ereignisse

### Politik und Weltgeschehen

#### Heiliges Römisches Reich
- 13. Januar: Der Guglerkrieg endet mit einem Friedensschluss, Enguerrand VII. de Coucy, Owain Lawgoch und Jean de Vienne verlassen mit ihren Söldnerheeren das Schweizer Mittelland, nachdem sie Ende des Vorjahres gegen die Einwohner unter der Führung von Petermann I. von Grünenberg schwere Verluste erlitten haben.
- 26. Februar: Herzog Leopold III. von Habsburg hält mit zahlreichem Anhang ein Turnier beim Grossbasler Münster ab, nachdem sich in Kleinbasel kein geeigneter Platz für diese traditionelle fasnächtliche Veranstaltung gefunden hat. Das Turnier erscheint für die Basler Bürger aber auch als Herausforderung und Machtdemonstration, und als Waffen und Pferde in die Zuschauerreihen geraten, kommt es zu Tumulten. Eine angestachelte Menge greift die Habsburger Gesellschaft auf dem Münsterplatz und in den Adelsstuben an und erschlägt einige Edelleute und Knechte. Der Herzog muss in einem Kahn nach Kleinbasel fliehen, ein halbes Hundert Grafen, Domherren, Edel- und Dienstleute geraten kurzfristig in die Gewalt der Aufrührer. Der städtische Rat erklärt später «fremdes Volk und böse Buben» für die „Böse Fasnacht“ verantwortlich und lässt zwölf angebliche Rädelsführer enthaupten. Der Herzog ergreift jedoch die Gelegenheit, die Bürgerschaft insgesamt zur Verantwortung zu ziehen und botmässig zu machen. Auf sein Drängen verhängt das Reich für den Landfriedensbruch die Acht über Basel. Ein Abkommen vom 9. Juli in Hall in Tirol zwischen Stadt und Herzog legt den Streit schließlich bei, fällt aber höchst ungünstig für Basel aus. Es muss Leopold von nun an Dienstfolge wie andere habsburgische Städte leisten und einen Schadenersatz von 8.000 Gulden zahlen. Mit der Macht Leopolds im Rücken dominiert die habsburgische Partei in der Stadt für die nächsten zehn Jahre.

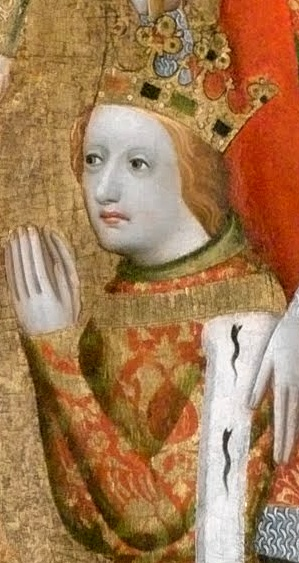
König Wenzel

- 10. Juni: Der 15-jährige Wenzel, der älteste Sohn Kaiser Karls IV., wird zu Lebzeiten seines Vaters in Frankfurt am Main zum Rex Romanorum gewählt und vom Kölner Erzbischof Friedrich III. von Saarwerden am 6. Juli gekrönt.
- 4. Juli: 14 oberschwäbische Reichsstädte unter der Führung Ulms gründen den Schwäbischen Städtebund auf vier Jahre. Kaiser Karl IV. erkennt diese Vereinigung nicht an und führt den Reichskrieg gegen den von ihm als Rebellion wahrgenommenen Städtebund.
- 9. Juli: Kaiser Karl fordert mit dem Einverständnis der Kurfürsten die Bürger von Rhens auf, am Rhein bei den Nussbäumen (inter nuces) ein steynen gestuel Königsstuhl von Rhens zu errichten und instand zu setzen, wofür ihnen Zollfreiheit zugesichert wird.
- Nach dem Tod von Keno I. tom Brok wird sein Sohn Ocko I. tom Brok neuer Häuptling des Brokmer- und des Auricherlands in Ostfriesland.

#### West- und Südeuropa
- 4. März: König Karl V. von Frankreich und Graf Amadeus VI. von Savoyen schließen einen Vertrag zur gegenseitigen Auslieferung von Straftätern.
- 31. März: Papst Gregor XI. exkommuniziert im Krieg der Acht Heiligen alle Mitglieder der florentinischen Regierung und stellt die Stadt unter ein Interdikt, das den Gottesdienst in Florenz verbietet und die Verhaftung und Versklavung der Florentiner sowie die Beschlagnahmung ihres Besitzes in ganz Europa legalisiert. Anstatt zu versuchen, sich dem Interdikt zu widersetzen, organisieren die Florentiner zunächst außerkirchliche Prozessionen (einschließlich der Flagellanten) und Bruderschaften, einschließlich des Wiederauflebens von Gruppen wie den Fratizellen, die zuvor als Ketzer gegolten haben. Das Gebäude der Florentiner Inquisition wird zerstört, und die Signoria hebt die gesetzlichen Beschränkungen für Zinswucher und andere Praktiken auf, die von den (inzwischen aufgelösten) kirchlichen Gerichten verdammt waren.
- 13. September: Gegen entschiedenen Widerstand auch der französischen Krone bricht Papst Gregor XI. auf Vermittlung der Katharina von Siena in Avignon auf, um den Sitz des Heiligen Stuhls wieder nach Rom zu verlegen. Damit endet nach 65 Jahren das seit 1309 andauernde „Avignoneser Exil“.
- Das House of Commons im Königreich England klagt, vorgetragen von Sir Peter de la Mare als erstem Speaker, einige königliche Berater wegen Ineffizienz, zu hoher Steuern und deren Verschwendung im Krieg gegen Frankreich. Daraufhin werden zwar neue Berater ernannt. Trotzdem werden die Beschlüsse des „Good Parliament“ noch im selben Jahr aufgehoben und im folgenden Jahr ein gefügigeres Parlament einberufen.

#### Stadtrechte und urkundliche Ersterwähnungen
- Höfen an der Enz wird erstmals urkundlich erwähnt.
- Grafenau im Bayerischen Wald (Niederbayern) erhält Stadtrecht.
- Barntrup, Kreis Lippe, erhält durch den Grafen Heinrich V. von Sternberg die Stadtrechte.

### Wissenschaft und Religion
- In Tibet entsteht die Religionsgeschichte von Yarlung, ein Werk der tibetischen historiographischen Chöjung.

### Kultur
- 23. Mai: In Florenz wird das Kartenspiel durch Verordnung verboten. Dies ist einer der ersten gesicherten Nachweise über das Kartenspielen in Europa.

### Gesellschaft
- Der französische König Karl V. reduziert die Lilien auf dem königlichen Wappenschild in Würdigung der Heiligen Dreifaltigkeit auf drei.

Wappen Frankreichs bis 1376
Wappen Frankreichs ab 1376

## Geboren
- 16. Juli: Yusuf III., Emir von Grenada († 1417)
- Juli: Ladislaus von Neapel, König von Neapel, kroatisch-ungarischer Gegenkönig und Titularkönig von Jerusalem, Fürst von Tarent († 1414)
- Giovanni Aurispa, italienischer Humanist († 1459)
- Bodong Chogle Namgyel, Person des tibetischen Buddhismus und vielseitiger Gelehrter († 1451)
- Heinrich VI., Graf von Görz († 1454)
- Li Changqi, chinesischer Schriftsteller († 1452)
- Louis I. de Bourbon, Graf von Vendôme († 1446)
- Margarete von der Pfalz, Herzogin von Lothringen († 1434)
- Martin I., König von Sizilien († 1409)
- Nicolas Rolin, Kanzler des Herzogs von Burgund († 1462)
- Sophie von Bayern, Königin von Böhmen († 1428)
- Zbynko Zajíc von Hasenburg, Erzbischof von Prag († 1411)

## Gestorben

### Todesdatum gesichert
- 19. Februar: Heinrich Tuschl von Söldenau, wohlhabender Ritter aus Niederbayern
- 10. März: Geoffroi de Vayrols, Bischof von Lausanne, Carpentras und Carcassonne sowie Erzbischof von Toulouse
- 14. März: Andronikos Komnenos, Despot in Trapezunt (* 1355)
- 6. April: Preczlaw von Pogarell, Bischof von Breslau (* 1299)
- 3. Juni: Heinrich II., der Eiserne, Landgraf von Hessen
- 8. Juni: Edward of Woodstock, der „Schwarze Prinz“, englischer Thronfolger (* 1330)
- 8. Juli: Herbord von Bischofsroda, Gelehrter und Propst
- 22. Juli: Simon Langham, Erzbischof von Canterbury und Lordkanzler (* um 1315)
- 26. August: Heinrich Beyer von Boppard, Burggraf von Boppard
- 7. September: Jean III. de Grailly, Captal de Buch und Militärführer im Hundertjährigen Krieg
- 14. September: John de Mohun, englischer Adeliger und Militär (* 1320)
- 17. September: Jarosław Bogoria, Erzbischof von Gnesen (* um 1280)
- 18. Oktober: Markwart VII. von Grünenberg, Abt des Klosters Einsiedeln
- 21. November: Pierre de La Jugie, Erzbischof von Saragossa, Erzbischof von Narbonne und Erzbischof von Rouen (* 1319)
- 22./24. Dezember: Heinrich Truchsess von Diessenhofen, Kleriker und Chronist (* um 1300)

### Genaues Todesdatum unbekannt
- Keno I. tom Brok, erster Häuptling des Brookmerlandes in Ostfriesland (* um 1310)
- Nissim von Gerona, spanischer Talmudist (* um 1310)
- Ludwig von Navarra, Graf von Beaumont-le-Roger (* um 1341)
- Reinhard von Schönau, Begründer der Herrschaft Schönforst (* um 1310)
- Johannes von Töckheim, Bischof von Gurk